# Karl Namokel

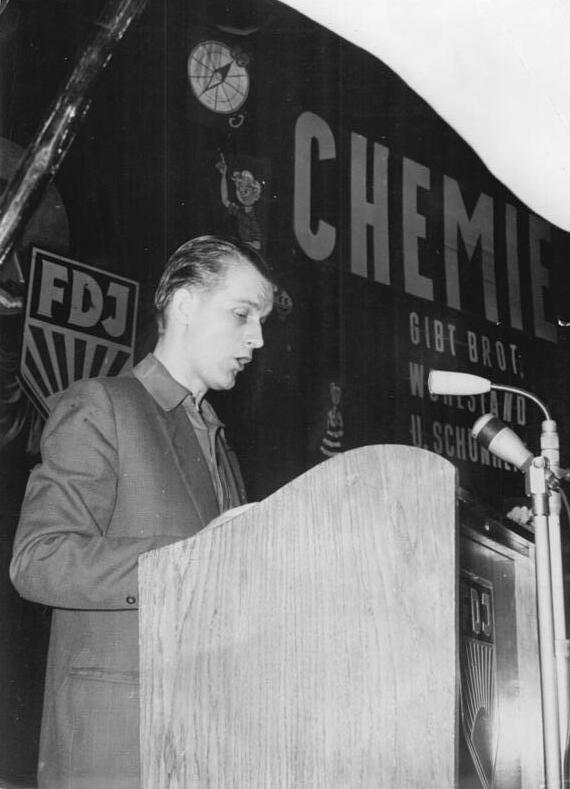
Karl Namokel (1959 in Bitterfeld)

Karl Namokel (* 9. August 1927 in Demmin; † 25. Juli 1988 in Rostock) war ein deutscher Politiker (SED). Er war 1. Sekretär des Zentralrates der FDJ und Abgeordneter der Volkskammer der DDR.

## Leben
Der Sohn eines Bäckers besuchte die Volksschule und wurde anschließend von 1942 bis 1944 in Stettin zum Schiffbauer ausgebildet. Am 12. Februar 1944 beantragte er die Aufnahme in die NSDAP und wurde zum 20. April desselben Jahres aufgenommen (Mitgliedsnummer 9.893.452). Anschließend war er im Reichsarbeitsdienst und von September 1944 bis Mai 1945 Soldat der Wehrmacht mit letztem Dienstgrad Matrose. Am 5. Mai 1945 desertierte er und kehrte nach Demmin zurück.
Er schlug sich mit Gelegenheitsarbeiten durch und trat 1945 in die KPD ein, wurde 1946 Mitglied von SED und FDJ. Von Juni 1948 bis Januar 1949 war er 1. Sekretär der FDJ-Kreisleitung Demmin. Nach dem Besuch der Landesparteischule Mecklenburg ging er zur Volkswerft Stralsund, wo er von Juni 1949 bis 1950 Sekretär der FDJ-Grundorganisation und danach bis 1951 1. Sekretär der SED-Parteiorganisation war. Von Februar 1951 bis März 1952 besuchte er die Parteihochschule der KPdSU in Moskau. Danach war er von April bis Juli 1952 Sekretär für Wirtschaft der SED-Landesleitung Mecklenburg und dann bis Mai 1955 Sekretär für Wirtschaft der SED-Bezirksleitung Rostock sowie von 1954 bis 1955 Abgeordneter des Bezirkstages Rostock.
Von Mai 1955 bis Mai 1959 war er als Nachfolger von Erich Honecker 1. Sekretär des Zentralrates der FDJ. Auf dem VI. Parlament der FDJ wurde er aufgrund von „Schwächen und seiner fehlenden Erfahrungen in der Jugendarbeit“ abgelöst. Von Juli 1958 bis Januar 1963 war er Mitglied des Zentralkomitees der SED. Gleichzeitig war er von Oktober 1958 bis 1963 Abgeordneter der Volkskammer und dort Vorsitzender des Jugendausschusses.
Von 1959 bis 1963 studierte er Schiffbau in Rostock-Warnemünde mit dem Abschluss als Schiffbauingenieur und arbeitete anschließend als Mitarbeiter im Bereich Berufsausbildung der VVB Schiffbau und deren Nachfolgeeinrichtung Kombinat Schiffbau. Im Mai 1986 wurde er Invalidenrentner.

## Auszeichnungen
- 1970 Vaterländischer Verdienstorden
- 1987 Vaterländischer Verdienstorden in Gold
- Artur-Becker-Medaille in Gold